# Bol'šaja Rogovaja
La Bol'šaja Rogovaja (anche Verchnjaja Rogovaja o Rogovaja; in russo Большая Роговая, Grande Rogovaja) è un fiume della Russia europea settentrionale, affluente di destra della Usa (bacino idrografico della Pečora). Scorre nel Zapoljarnyj rajon del Circondario autonomo dei Nenec e nel distretto urbano della città di Inta della Repubblica dei Komi.
Nasce da alcuni modesti rilievi collinari nella sezione meridionale della Bol'šezemel'skaja Tundra, scorrendo successivamente con direzione meridionale o sud-occidentale costeggiando ad est le colline delle alture di Černyšëv. Nella parte centrale, rappresenta il confine naturale tra la Nenecija e la Repubblica dei Komi. Sfocia da destra nel medio corso della Usa, a 252 km dalla foce. Ha una lunghezza di 311 km; l'area del suo bacino è di 7 290 km².
I maggiori affluenti sono: Leknerceta (lungo 157 km), Bol'šaja Nerceta (116 km) dalla destra idrografica; Mikit'ju (91 km) dalla sinistra. La Bol'šaja Rogovaja non incontra, nel suo corso, alcun centro urbano di qualche rilievo, dal momento che attraversa una zona dal subpolare e coperta dalla tundra artica.